# Zespół Smith-Magenis
Zespół Smith-Magenis (ang. Smith-Magenis syndrome, SMS) – zespół wad wrodzonych, spowodowany delecją prążka 17p11.2. Objawia się postępującym opóźnieniem umysłowym, narastającymi zaburzeniami behawioralnymi (autoagresja), somatycznymi (bezsenność), a także wadami wrodzonymi kośćca, układu sercowo-naczyniowego, mózgowia (wentrikulomegalia), neuropatią obwodową i drobnymi cechami dysmorficznymi twarzy. Zespół opisały w 1986 roku Ann C. M. Smith, konsultantka genetyczna z National Institutes of Health, i R. Ellen Magenis, pediatra, genetyczka kliniczna i cytogenetyczka z Oregon Health Sciences University.

## Objawy i przebieg
Na obraz kliniczny zespołu składają się:
- hipotonia mięśniowa w okresie noworodkowym
- trudności w karmieniu
- niechęć do ssania
- opóźnienie rozwoju
- charakterystyczne cechy dysmorficzne:
  - brachycefalia
  - szeroka, "kwadratowa" twarz
  - wydatne czoło
  - synophrys
- zmarszczki nakątne
- mongoloidalne ustawienie szpar powiekowych
  - głęboko osadzone gałki oczne
  - szeroki grzbiet nosa
  - hipoplazja środkowego piętra twarzy
  - krótki nos z zaokrąglonym koniuszkiem
  - w niemowlęctwie mikrognacja, z czasem przechodząca we względny prognatyzm
  - charakterystyczny wygląd ust, pełne wargi, ewersja górnej wargi
- nieprawidłowości otolaryngologiczne:
  - opóźnienie rozwoju mowy
  - zachrypnięty głos
  - niewydolność podniebienno-gardłowa (ang. velophalangeal insufficiency)
  - nieprawidłowości budowy lub czynności tchawicy i oskrzeli
- nieprawidłowości oczne:
  - wady tęczówki
  - microcornea
  - odwarstwienie siatkówki
- wady układu kostnego
  - niskorosłość
  - skolioza
  - brachydaktylia
  - płaskostopie
- charakterystyczny fenotyp neurobehawioralny:
  - opóźnienie umysłowe
  - opóźnienie rozwoju mowy
  - neuropatia obwodowa
  - nieuwaga
  - nadaktywność
  - częste wybuchy złości, wahania nastrojów
  - impulsywność, agresja
  - autoagresja (bicie się, gryzienie palców lub warg)
  - nieposłuszeństwo
  - skubanie skóry
  - obgryzanie paznokci dłoni i (lub) stóp (onychotillomania)
  - stereotypie ruchowe
    - charakterystyczne dla zespołu Smith-Magenis: ściskanie górnej części ciała, przytulanie samego siebie; ślinienie palców przy przewracaniu stron w książce
    - inne stereotypie: wkładanie przedmiotów do ust, wkładanie dłoni do ust, szczerzenie zębów, kołysanie się, obracanie przedmiotów

  - zaburzenia snu, zakłócenia rytmu dobowego[2][3][4]
- wrodzone wady serca
- wady nerek i dróg moczowych
- nieprawidłowa funkcja tarczycy
- rozszczep wargi i (lub) podniebienia
- niedosłuch
- drgawki
- nieprawidłowości układu odpornościowego, zwłaszcza hipogammaglobulinemia w zakresie IgA.

## Różnicowanie
Diagnostyka różnicowa zespołu Smith-Magenis obejmuje:
- zespół delecji 22q11.2
- zespół Pradera-Williego
- zespół Williamsa
- zespół Downa (w okresie noworodkowym)
- zespół łamliwego X.